# Belle and Sebastian Write About Love
Belle and Sebastian Write about Love es el octavo álbum de estudio de la banda escocesa Belle and Sebastian. 

## Producción
Grabado en Los Ángeles (California) y publicado en octubre de 2010, fue la segunda colaboración del productor Tony Hoffer con la banda, tras el exitoso álbum The Life Pursuit de 2006.
Durante los meses previos a la publicación, la banda fue adelantando gradualmente partes del álbum. Los temas "I Didn't See It Coming", cantado a dúo por Stuart Murdoch y Sarah Martin, y "I'm Not Living in the Real World" con Stevie Jackson como vocalista principal fueron incluidos en el repertorio de la gira 2010. El 16 de agosto de 2010, se dio a conocer la canción "I Want the World to Stop" a través de la web de la banda. Norah Jones colaboró en el tema "Little Lou, Ugly Jack, Prophet John", que incluyó en el álbum ... Featuring Norah Jones, publicado en noviembre de 2010, un mes más tarde que Write About Love.
El 3 de septiembre de 2010, los nombres de cinco de las canciones que compondrían su nuevo trabajo fueron mostradas en los títulos de crédito de un programa de televisión promocional de Belle and Sebastian. Estos temas fueron "Blue Eyes of a Millionaire", "Suicide Girl", "I Can See Your Future", "The Telephone Song" y "If I Can't Help Myself".

## Recepción
Belle and Sebastian Write About Love entró a los primeros puestos de las listas de ventas en el Reino Unido la misma semana de su lanzamiento, alcanzando el puesto número 8 el 19 de octubre de 2010,  igualando así la mejor posición de su anterior trabajo The Life Pursuit. En Estados Unidos, el álbum llegó al número 15 en las listas de ventas.

## Lista de canciones
Todas las canciones escritas y compuestas por Belle & Sebastian. 
| N.º | Título                                                                     | Duración |  |
| 1.  | «I Didn't See It Coming»                                                   | 5:02     |  |
| 2.  | «Come on Sister»                                                           | 3:53     |  |
| 3.  | «Calculating Bimbo»                                                        | 4:21     |  |
| 4.  | «I Want the World to Stop»                                                 | 4:33     |  |
| 5.  | «Little Lou, Ugly Jack, Prophet John» (con la colaboración de Norah Jones) | 4:33     |  |
| 6.  | «Write About Love» (con la colaboración de Carey Mulligan)                 | 2:53     |  |
| 7.  | «I'm Not Living in the Real World»                                         | 3:09     |  |
| 8.  | «The Ghost of Rockschool»                                                  | 4:34     |  |
| 9.  | «Read the Blessed Pages»                                                   | 2:43     |  |
| 10. | «I Can See Your Future»                                                    | 3:50     |  |
| 11. | «Sunday's Pretty Icons»                                                    | 3:44     |  |